# Haplopteris taeniophylla
Haplopteris taeniophylla là một loài dương xỉ trong họ Pteridaceae. Loài này được Copel. E.H. Crane mô tả khoa học đầu tiên năm 1997.